# Chusaris oxygramma
Chusaris oxygramma là một loài bướm đêm trong họ Noctuidae.